# Caleb Lyon
Pour les articles homonymes, voir Lyon (homonymie).
Caleb Lyon (7 décembre 1822 – 8 septembre 1875) est un homme politique américain, élu à la Chambre des représentants des États-Unis pour l'État de New York de 1853 à 1855 puis gouverneur du territoire de l'Idaho de 1864 à 1865.

## Biographie
Caleb Lyon est né le 7 décembre 1822 à Greig dans l'État de New York et sort diplômé de l'université de Norwich en 1841.
Lyon est élu à l'Assemblée de l'État de New York en 1850 puis au Sénat en 1851 avant de servir à la Chambre des représentants des États-Unis de 1853 à 1855. Il est ensuite nommé gouverneur du territoire de l'Idaho de 1864 à 1865.
Il meurt le 8 septembre 1875 à New York et est inhumé au cimetière de Green-Wood.